# 5. BAFTA-gála
Az 5. BAFTA-gálát 1952. május 8-án tartották, melynek keretében a Brit film- és televíziós akadémia az 1951. év legjobb filmjeit és alkotóit díjazta.

## Díjazottak és jelöltek
(a díjazottak félkövérrel vannak jelölve)

### Legjobb film és brit film
A Levendula-dombi csőcselék

 Körbe-körbe
- Egy amerikai Párizsban
- Felsőbb osztályba léphet
- Detektívtörténet
- Domenica d'agosto
- Édouard et Caroline
- Fourteen Hours
- Júlia kisasszony
- Varázsdoboz
- The Magic Garden
- A fehér öltönyös férfi
- Never Take No for an Answer
- No Resting Place
- A bátorság vörös szalagja
- The Sound of Fury
- Séta a napsütésben
- White Corridors

### Legjobb dokumentumfilm
A hódok völgye
- Bezoek aan Picasso
- David
- A Family Affair
- Family Portrait
- Oil for the Twentieth Century
- Out of True

### Legjobb speciális film
Gerald McBoing-Boing
- Enterprise
- Henry Moore
- The Isle Of Man TT 1950
- Mother's Day
- We've Come A Long Way
- The Diesel Story

### Egyesült Nemzetek-díj az ENSZ Alapokmányának egy vagy több elvét bemutató filmnek
Négyen a dzsipben
- A Family Affair
- The Good Life
- Power for All
- The Sound of Fury